# Anton Stredák
Anton Stredák (Nitra, 24 juli 1963) is een voormalig Slowaaks voetbalscheidsrechter. Hij was FIFA-scheidsrechter van 1995 tot en met 2006.

## Interlands
| Datum             | Wedstrijd                          | Uitslag | Competitie        | Kreeg geel | Kreeg voor de tweede keer geel en dus rood | Weggestuurd |
| ----------------- | ---------------------------------- | ------- | ----------------- | ---------- | ------------------------------------------ | ----------- |
| 3 maart 1999      | Polen – Armenië                    | 1 – 0   | Vriendschappelijk | 0          | 0                                          | 0           |
| 28 februari 2001  | Slovenië – Uruguay                 | 0 – 2   | Vriendschappelijk | 6          | 0                                          | 0           |
| 6 juni 2001       | Litouwen – Roemenië                | 1 – 2   | WK-kwalificatie   | 3          | 0                                          | 0           |
| 2 april 2003      | Denemarken – Bosnië en Herzegovina | 0 – 2   | EK-kwalificatie   | 3          | 0                                          | 0           |
| 10 september 2003 | Noord-Ierland – Armenië            | 0 – 1   | EK-kwalificatie   | 2          | 0                                          | 0           |
| 31 maart 2004     | Slovenië – Letland                 | 0 – 1   | Vriendschappelijk | 6          | 0                                          | 0           |
| 27 mei 2004       | Duitsland – Malta                  | 7 – 0   | Vriendschappelijk | 1          | 0                                          | 1           |
| 2 juni 2004       | Tsjechië – Bulgarije               | 3 – 1   | Vriendschappelijk | 3          | 0                                          | 0           |